# Ethel (Misisipi)
Ethel es un pueblo del condado de Attala, Misisipi, Estados Unidos. Según el censo de 2000 tenía una población de 452 habitantes.

## Demografía
Según el censo de 2010, había 418 personas, 173 hogares y 125 familias residiendo en la localidad. La densidad de población era de 290,9 hab./km². Había 208 viviendas con una densidad media de 133,8 viviendas/km². El 54,42% de los habitantes eran blancos, el 44,91% afroamericanos y el 0,66% pertenecía a dos o más razas. El 0,44% de la población eran hispanos o latinos de cualquier raza.
Según el censo, de los 173 hogares en el 39,9% había menores de 18 años, el 43,4% pertenecía a parejas casadas, el 22,5% tenía a una mujer como cabeza de familia, y el 27,7% no eran familias. El 25,4% de los hogares estaba compuesto por un único individuo, y el 11,6% pertenecía a alguien mayor de 65 años viviendo solo. El tamaño promedio de los hogares era de 2,61 personas, y el de las familias de 3,07.
La población estaba distribuida en un 28,8% de habitantes menores de 18 años, un 10,8% entre 18 y 24 años, un 26,3% de 25 a 44, un 21,7% de 45 a 64, y un 12,4% de 65 años o mayores. La media de edad era 32 años. Por cada 100 mujeres había 98,2 hombres. Por cada 100 mujeres de 18 años o más, había 83,0 hombres.
Los ingresos medios por hogar en la localidad eran de 20.114 dólares ($), y los ingresos medios por familia eran 21.667 $. Los hombres tenían unos ingresos medios de 22.083 $ frente a los 13.409 $ para las mujeres. La renta per cápita para la ciudad era de 8.240 $. El 32,8% de la población y el 30,4% de las familias estaban por debajo del umbral de pobreza. El 48,5% de los menores de 18 años y el 19,3% de los habitantes de 65 años o más vivían por debajo del umbral de pobreza.

## Geografía
Según la Oficina del Censo de los Estados Unidos, la localidad tiene un área total de 1,6 km², todos ellos correspondientes a tierra firme.